# Nexbook
Nexbook é um formato de livro digital, desenvolvido no Brasil, pela empresa startup brasileira Nextale. O Nexbook junta texto, áudio e imagens para contar histórias. Os efeitos sonoros e visuais acompanham o ritmo de leitura do usuário, permitindo uma imersão durante a narrativa. Atualmente, o Nexbook só é encontrado no aplicativo da Nextale, que o disponibiliza em seu catálogo.

## Histórico
O primeiro Nexbook foi lançado no ano de 2018, na cidade do Rio de Janeiro, e foi criado por Rafael Santos e Priscila Mana Vaz, criadores da Nextale, empresa responsável pela criação e distribuição dos Nexbooks.
Uma pesquisa realizada no final do ano de 2017, durante a Bienal do Livro do Rio de Janeiro, ajudou Priscila e seu sócio, Rafael Santos, que também é jornalista e programador, a entenderem melhor sobre o mercado e o público-alvo nos Nexbooks.
Um dos objetivos da empresa é formar novos leitores. Por isso, ao serem desenvolvidos, os Nexbooks foram pensados para um público mais jovem, pelo fato de que já estão acostumados com os estímulos proporcionados pela tecnologia no cotidiano. Entretanto, o aplicativo é destinado à pessoas de todas as idades.
Os Nexbooks foram desenvolvidos por meio de editais de fomento à startups e de investidores anjos.

## Aplicativo e funcionalidades
O aplicativo da Nextale permite aos usuários o acesso aos Nexbooks disponíveis no catálogo mediante assinatura do serviço. Para uma experiência completa, é recomendado o uso de fones de ouvido, ou headphones, uma vez que os áudios são parte da imersão do leitor na história.
O formato do Nexbook foi pensado para se assemelhar à maneira como as pessoas estão habituadas a ler através de seus celulares, como em páginas de notícia ou redes sociais: rolar a página ao invés de virá-la como em um livro.
O aplicativo está disponível nas lojas da App Store e Play Store desde março de 2020.